# Panagiotis Keloglou
Panagiotis Keloglou (griechisch Παναγιώτης Κελόγλου, * 29. Juli 1981 in Athen) ist ein griechischer Bahn- und Straßenradrennfahrer.
Panagiotis Keloglou gewann 1999 bei der Athens Open Balkan Championship in Sofia auf der Bahn den Teamsprint der Jugendklasse. In der Saison 2008 wurde er griechischer Bahnradmeister in der Mannschaftsverfolgung, im Scratch und im Omnium. Auf der Straße gewann er bei der nationalen Meisterschaft das Teamzeitfahren.
Panagiotis Keloglou ist der Sohn von Alexandros Keloglou, der 1973 griechischer Meister im Einzelzeitfahren wurde.

## Erfolge – Bahn
2008
- Griechischer Meister – Mannschaftsverfolgung (mit Petros Gazonis, Giorgos Petalas und Dimitris Polydoropoulos)
- Griechischer Meister – Scratch
- Griechischer Meister – Omnium

2009
- Griechischer Meister – Mannschaftsverfolgung (mit Giorgos Petalas, Dimitris Polydoropoulos und Orestis Raptis)

## Erfolge – Straße
2008
- Griechischer Meister – Teamzeitfahren (mit Petros Gazonis, Ioannis Mariolas und Dimitris Polydoropoulos)

## Teams
- 2009 Team Worldofbike.Gr
- 2010 Team Worldofbike.Gr